# Neolophonotus nigriseta
Neolophonotus nigriseta là một loài ruồi trong họ Asilidae. Neolophonotus nigriseta được Londt miêu tả năm 1985. Loài này phân bố ở vùng nhiệt đới châu Phi.